# Aaron McCusker
 (mai 2018).
Aaron McCusker est né le 26 novembre 1978 à Portadown, Comté d'Armagh est un acteur d'Irlande du Nord. Il est connu pour avoir tenu le rôle de Jamie Maguire dans Shameless. Il joue le rôle de Jim Hutton dans le film biographique Bohemian Rhapsody.

## Biographie
Aaron McCusker vit actuellement à Hale, Trafford. En avril 2009, il a épousé sa petite amie de longue date, Jennie Sutton, au Beamish Hall, un hôtel de campagne.

## Carrière
McCusker est apparu dans Ultimate Force, The Bill est une adaptation télévisée du roman The Rotters 'Club de Jonathan Coe.   Il a joué dans la vidéo de la chanson Making Money de Microlip. Il a joué le tueur en série AJ Yates dans la saison huit de Dexter. Il a représenté l'astronaute Wally Schirra dans la série The Astronaut Wives Club. Il a joué Jason Donnelly dans le thriller psychologique Fortitude. Le 18 avril 2016, il est apparu comme Wesley, un agent du MI16, sur le drame policier américain Castle (épisode Backstabber). En 2018, il incarne Jim Hutton, le compagnon de Freddie Mercury, dans Bohemian Rhapsody de Bryan Singer.

## Filmographie
- 2002 Murder :(Série télévisée) J Holland
- 2002 Ultimate Force :(Série télévisée) Matt Shaunessy
- 2003 The Ticking Man :(Film) Jack
- 2005 The Rotters' Club :(Série télévisée) Liam Morrissey
- 2006 The bill :(Série télévisée) Thomas Dunane
- 2007-2013 Shameless :(Série télévisée) Jamie Maguire (108 épisodes)
- 2009 Demons :(Série télévisée) Mark
- 2013 Dexter :(Série télévisée) A.J. Yates (2 épisodes)
- 2014 Shooting for Socrates :(Film) Gerry Armstrong
- 2014 Loss :(Film) Mark
- 2014 Silent Witness :(Série télévisée) Adam Kemp (2 épisodes)
- 2014 24: Live Another Day :(Série télévisée) Tech
- 2015 Fortitude :(Série télévisée) Jason Donnelly (8 épisodes)
- 2015 The Astronaut Wives Club :(Série télévisée) Wally Schirra (10 épisodes)
- 2016 Castle :(Série télévisée) Wesley Connors
- 2018 Final Score :(Film) Chef SAS
- 2018 Bohemian Rapsody :(Film) Jim Hutton
- 2018 Secret Chil :The Bridge :(Film) Bill[1]
- 2019 Backdraft 2 :  (Film)